# Île Royale
Île Royale – największa wyspa w archipelagu Îles du Salut, należącym do Gujany Francuskiej. Jej powierzchnia wynosi 28 ha, a maksymalna wysokość to 66 m n.p.m. Znajdują się na niej hotel i muzeum.

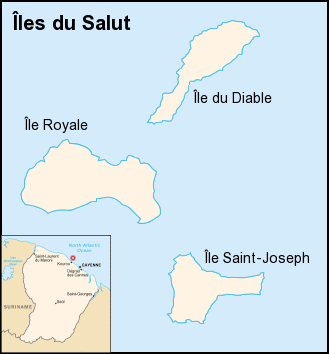
Położenie wyspy na mapie archipelagu